# Laothoe
Laothoe — род бабочек из семейства бражников (Sphingidae). Задние крылья широкие, с глубокой выемкой по наружному краю перед вершиной. Хоботок редуцирован, не функционирует. Усики самцов веретеновидные, утолщенные в средней части и постепенно утончающиеся.

## Список видов
- Laothoe amurensis — (Staudinger, 1892)
- Laothoe austanti — (Staudinger, 1877)
- Laothoe habeli — Saldaitis, Ivinskis & Borth, 2010
- Laothoe philerema — (Djakonov, 1923)
- Laothoe populeti — (Bienert, 1870)
- Laothoe populetorum — (Staudinger, 1887)
- Laothoe populi — (Linnaeus, 1758)

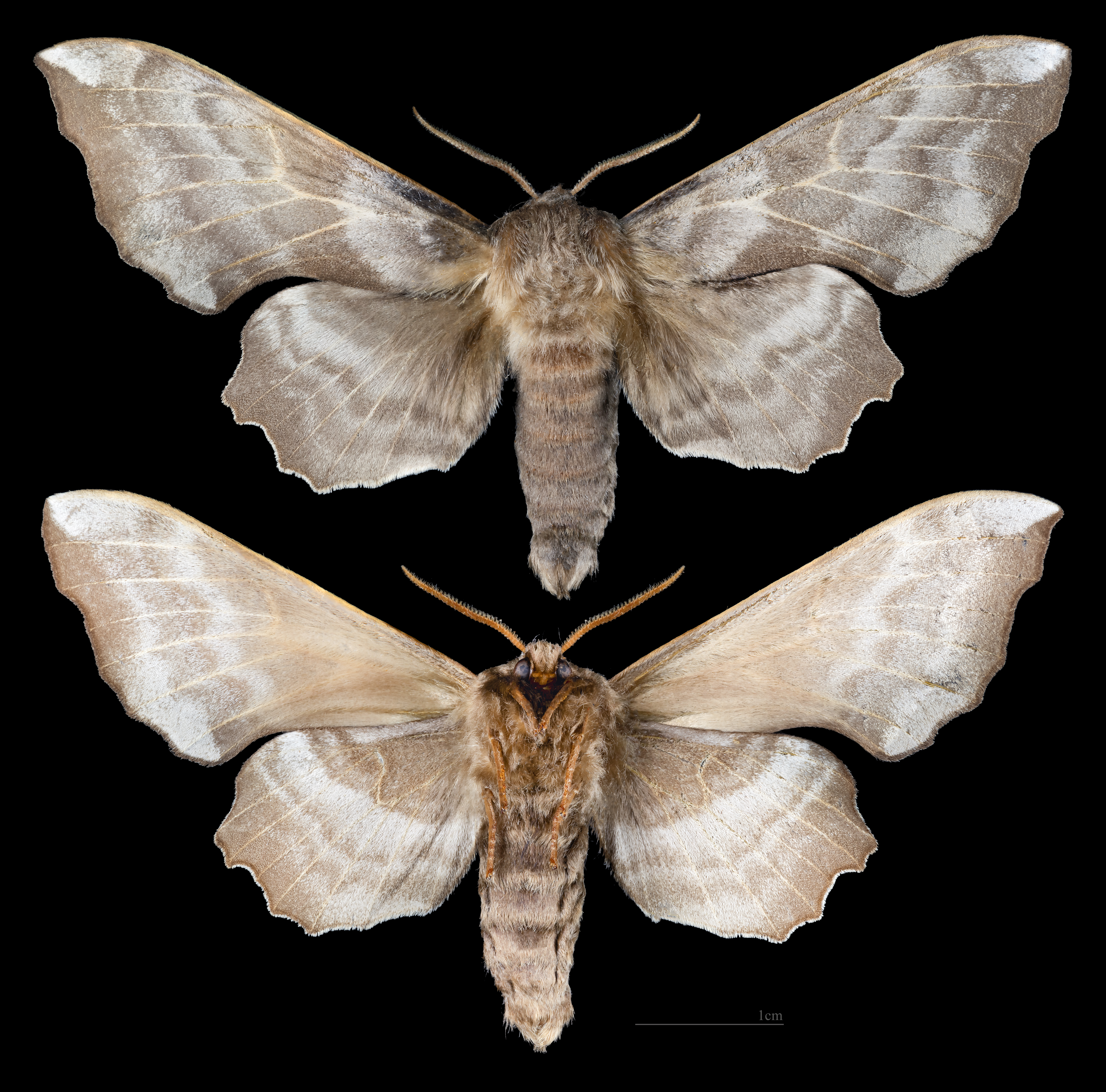
Laothoe amurensis
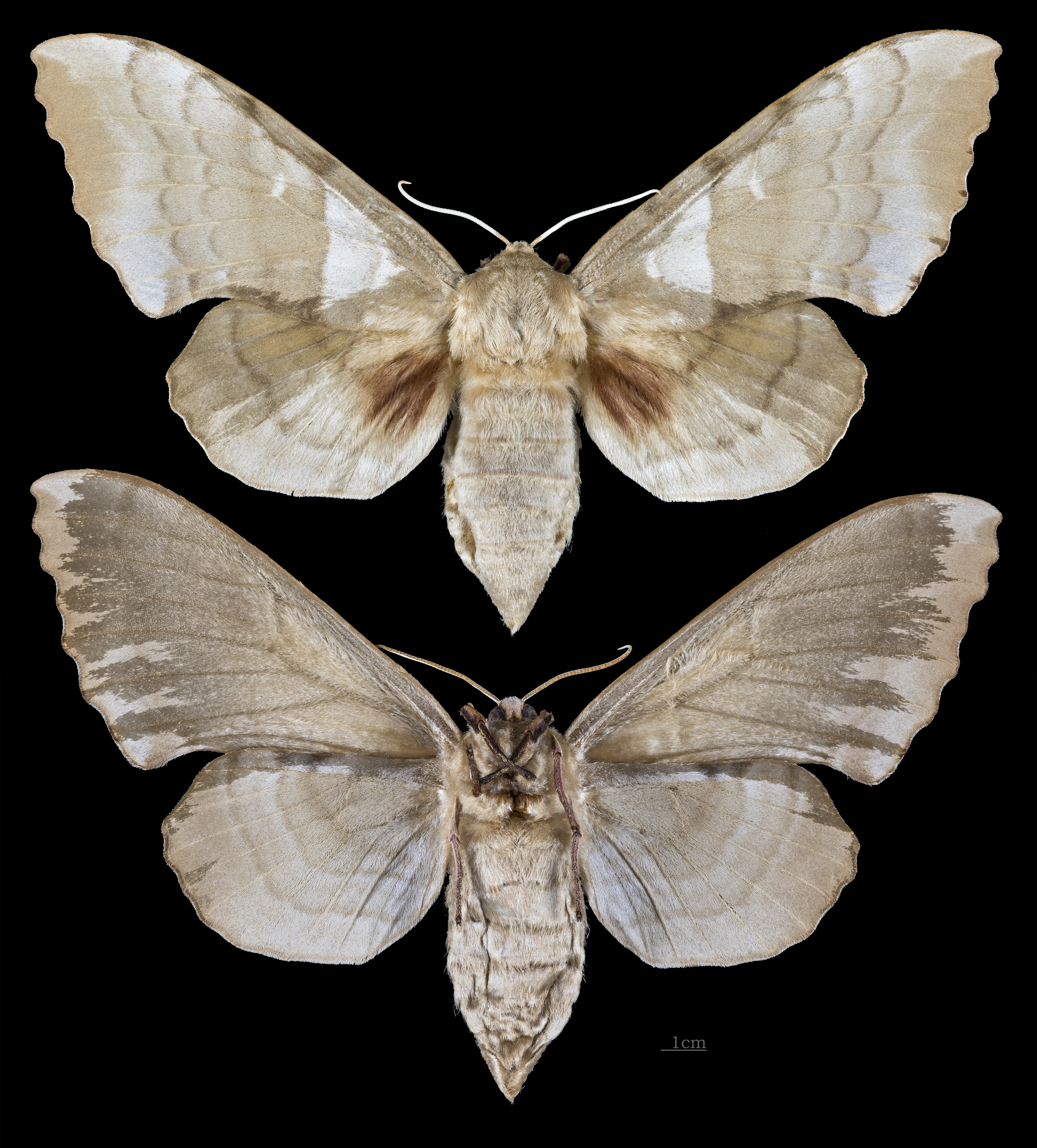
Laothoe austauti
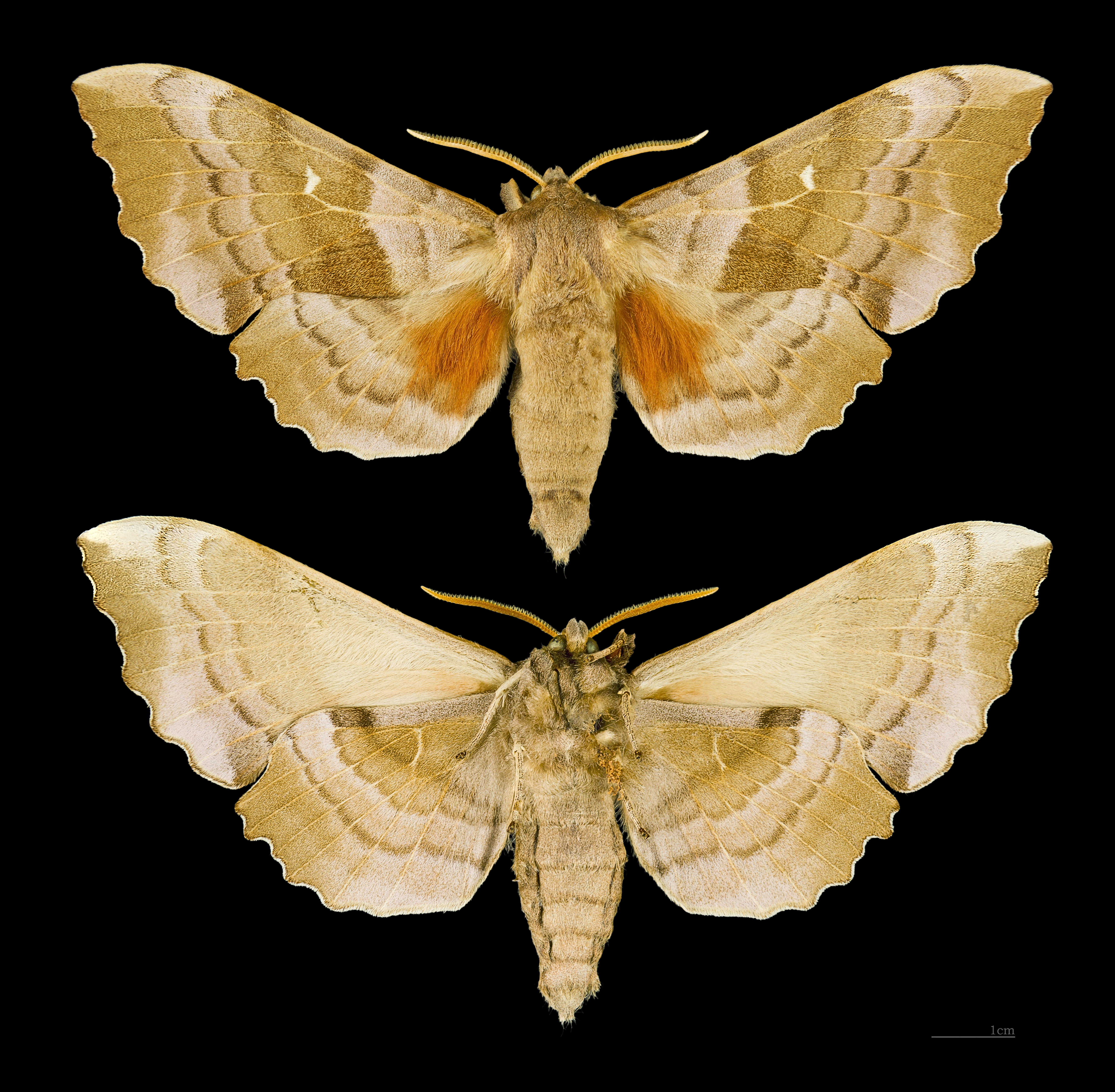
Laothoe populi